# Les Glânes
Les Glânes (toponimo francese) è una frazione del comune svizzero di Romont, nel Canton Friburgo (distretto della Glâne).

## Storia

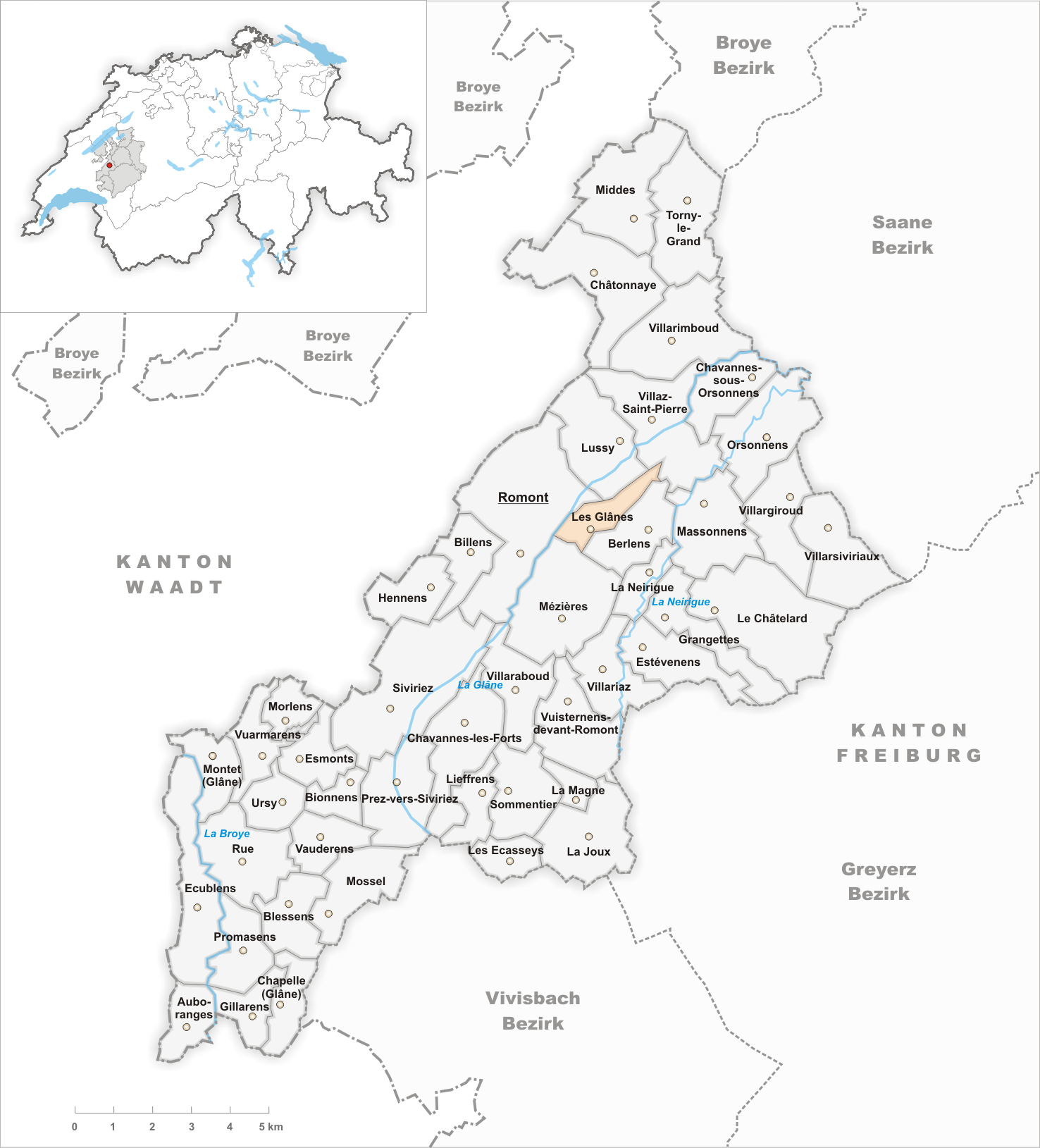
Il territorio del comune di Les Glânes prima degli accorpamenti comunali del 1981

Già comune autonomo, nel 1981 è stato accorpato a Romont.

## Società

### Evoluzione demografica
L'evoluzione demografica è riportata nella seguente tabella:
Abitanti censiti

## Amministrazione
Ogni famiglia originaria del luogo fa parte del comune patriziale che ha la responsabilità della manutenzione di ogni bene comune.